# Station Drivstua
Station Drivstua is een station in Drivdalen in de gemeente Oppdal in fylke Trøndelag  in  Noorwegen. Het station ligt aan Dovrebanen. Oppdal werd geopend in 1921 en is een ontwerp van Erik Glosimodt. Sinds 1997 is het station een beschermd monument.
Drivstua werd in 1986 gesloten voor personenvervoer. Het wordt nog wel gebruikt als passeerspoor.